# Виллервиль
Виллерви́ль (фр. Villerville) — коммуна во Франции, находится в регионе Нижняя Нормандия. Департамент коммуны — Кальвадос. Входит в состав кантона Трувиль-сюр-Мер. Округ коммуны — Лизьё.
Код INSEE коммуны — 14755.

## Население
Население коммуны на 2010 год составляло 765 человек.
| 1962 | 1968 | 1975 | 1982 | 1990 | 1999 | 2010 |
| ---- | ---- | ---- | ---- | ---- | ---- | ---- |
| 750  | 728  | 722  | 733  | 686  | 676  | 765  |

## Экономика
В 2010 году среди 513 человек трудоспособного возраста (15—64 лет) 371 были экономически активными, 142 — неактивными (показатель активности — 72,3 %, в 1999 году было 72,0 %). Из 371 активных жителей работали 319 человек (173 мужчины и 146 женщин), безработных было 52 (31 мужчина и 21 женщина). Среди 142 неактивных 39 человек были учениками или студентами, 51 — пенсионерами, 52 были неактивными по другим причинам.